# Campeonato de España de Piragüismo en Eslalon de 2017
El XII Campeonato de España de Piragüismo en Eslalon se celebrará en Sabero (León), el 5 y el 6 de agosto de 2017 bajo la organización de la Real Federación Española de Piragüismo (RFEP) y la Federación de Piragüismo de Castilla y León.

## Canal
Las competiciones se realizarán en el canal de piragüismo en eslalon del Canal de Aguas Bravas de Sabero-Alejico, ubicado en el río Esla, a su paso por Alejico, localidad de Sabero, al norte de la provincia en León.

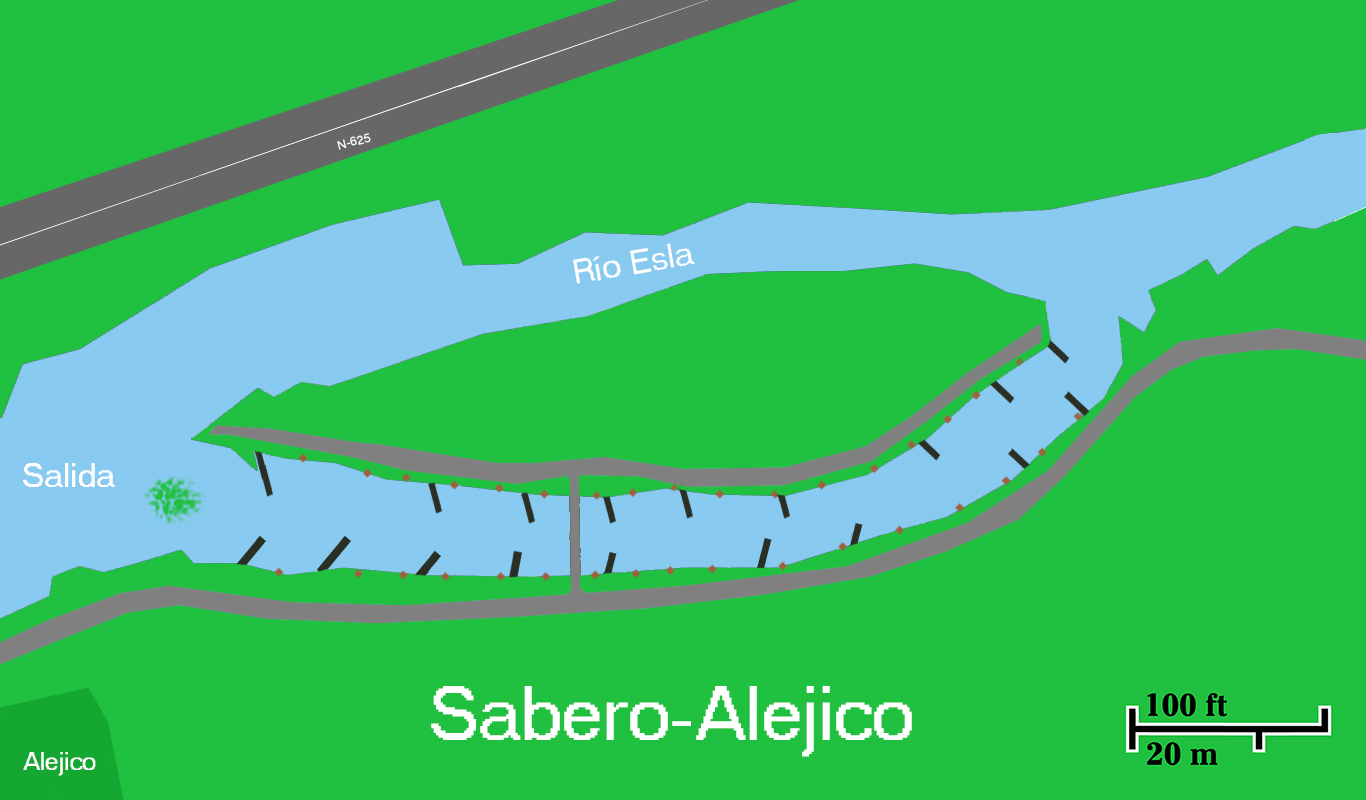
Mapa del canal

## Resultados

### Senior
| Event        | Oro                      | Puntuación | Plata                           | Puntuación | Bronce                      | Puntuación |
| C1 Femenino  | Núria Vilarrubla         | 100        | Mien Lazkano                    | 87         | Klara Olazabal              | 86         |
| C1 Masculino | Ander Elosegi            | 93         | David Llorente                  | 93         | Daniel Marzo                | 92         |
| K1 Femenino  | Maialen Chourraut        | 100        | Marta Martínez                  | 92         | Núria Vilarrubla            | 86         |
| K1 Masculino | Joan Crespo              | 93         | Samuel Hernanz                  | 93         | David Llorente              | 92         |
| C2 Masculino | Daniel Marzo-Jesus Pérez | 100        | Mikel Sarasola-Aitor Goikoetxea | 92         | Luis Fernández-Brais Castro | 84         |

### Juvenil
| Event        | Oro                        | Puntuación | Plata                   | Puntuación | Bronce                   | Puntuación |
| C1 Masculino | Miquel Trave               | 100        | Eneko Auzmendi          | 89         | Ahron Carballo           | 87         |
| K1 Femenino  | Laia Sorribles             | 100        | Ainhoa Lameiro          | 92         | Olatz Arregui            | 86         |
| K1 Masculino | Miquel Trave               | 100        | Sergio Llorente         | 92         | Eneko Auzmendi           | 86         |
| C2 Masculino | Darios Cuesta-David Burgos | 100        | Pol Caubet-Xavier Martí | 92         | Alex Goñi-Rodrigo Nahuel | 86         |

### Cadete
| Event        | Oro            | Puntuación | Plata          | Puntuación | Bronce         | Puntuación |
| C1 Femenino  | Clara González | 100        | Xanet Etxarri  | 92         | Carla Carrillo | 83         |
| C1 Masculino | Daniel Pérez   | 96         | Pau Etxaniz    | 96         | Jorge Quintáns | 84         |
| K1 Femenino  | Xanet Etxarri  | 96         | Clara Gonzalez | 89         | Anna Barroso   | 84         |
| K1 Masculino | Pau Etxaniz    | 100        | Jorge Quintáns | 92         | Oier Rodríguez | 81         |

## Repesca
Este Campeonato de España será además, prueba de selección para los deportistas que participarán con la selección española en el Campeonato del Mundo Absoluto en Pau (Francia) y en el Campeonato de Europa Junior y Sub-23 en Hohelimburg (Alemania).

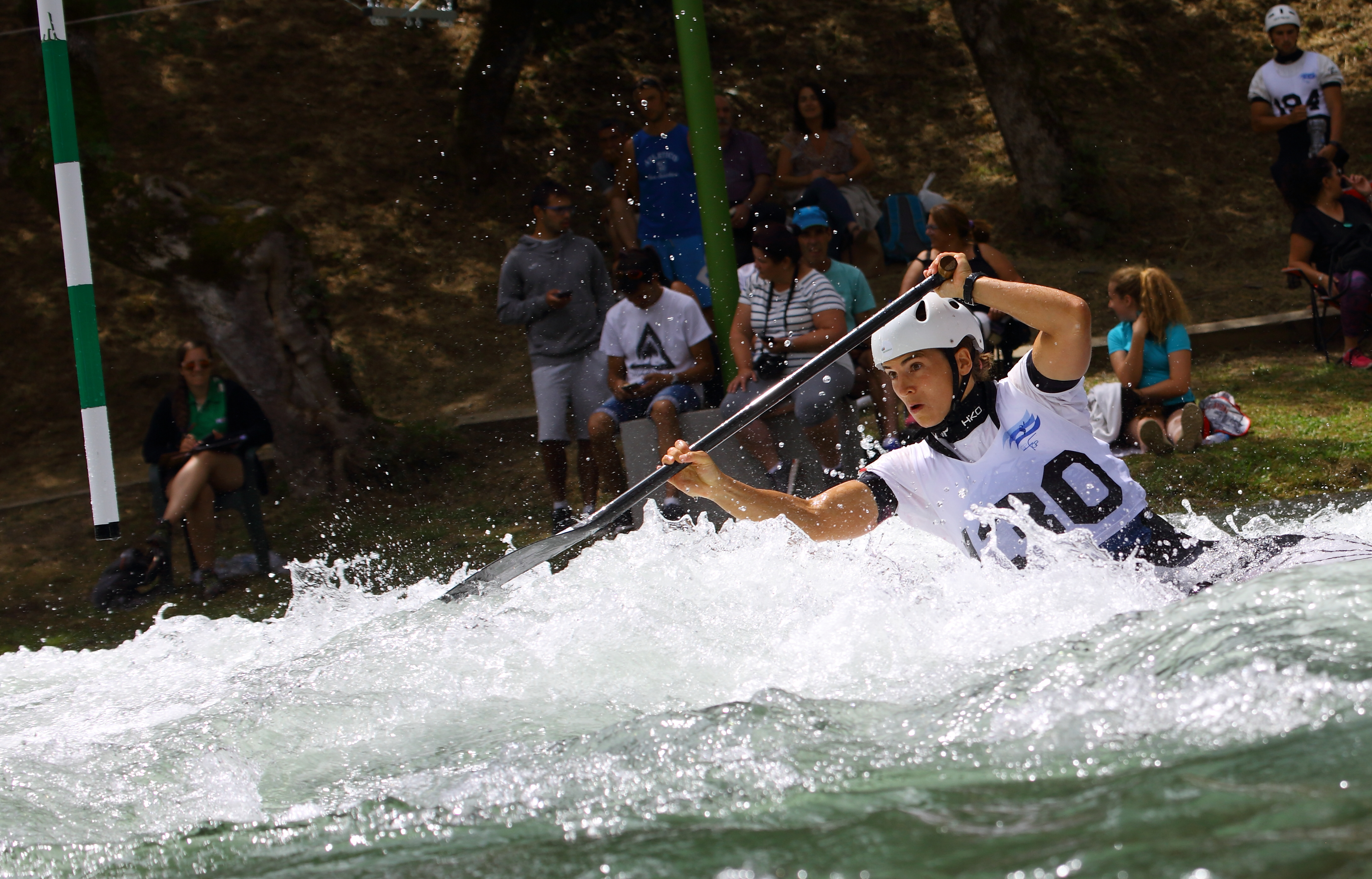
Maialen Chourraut en la segunda manga del Campeonato de España de 2017

### Sistema de competición[4]
El ranking será por cada categoría y modalidad, utilizando las dos mejores mangas de cada palista. Todos los palistas de categorías inferiores tienen derecho a ocupar un puesto de las superiores.
Para el Mundial Senior, será la suma de las dos mejores mangas sobre cuatro, el que al final tenga menos puntos, será el ganador. En caso de empate, contará la media de los dos mejores millajes sobre el mejor palista nacional.
Para el Europeo Junior y Sub-23, se tendrá en cuenta las dos finales del Campeonato.

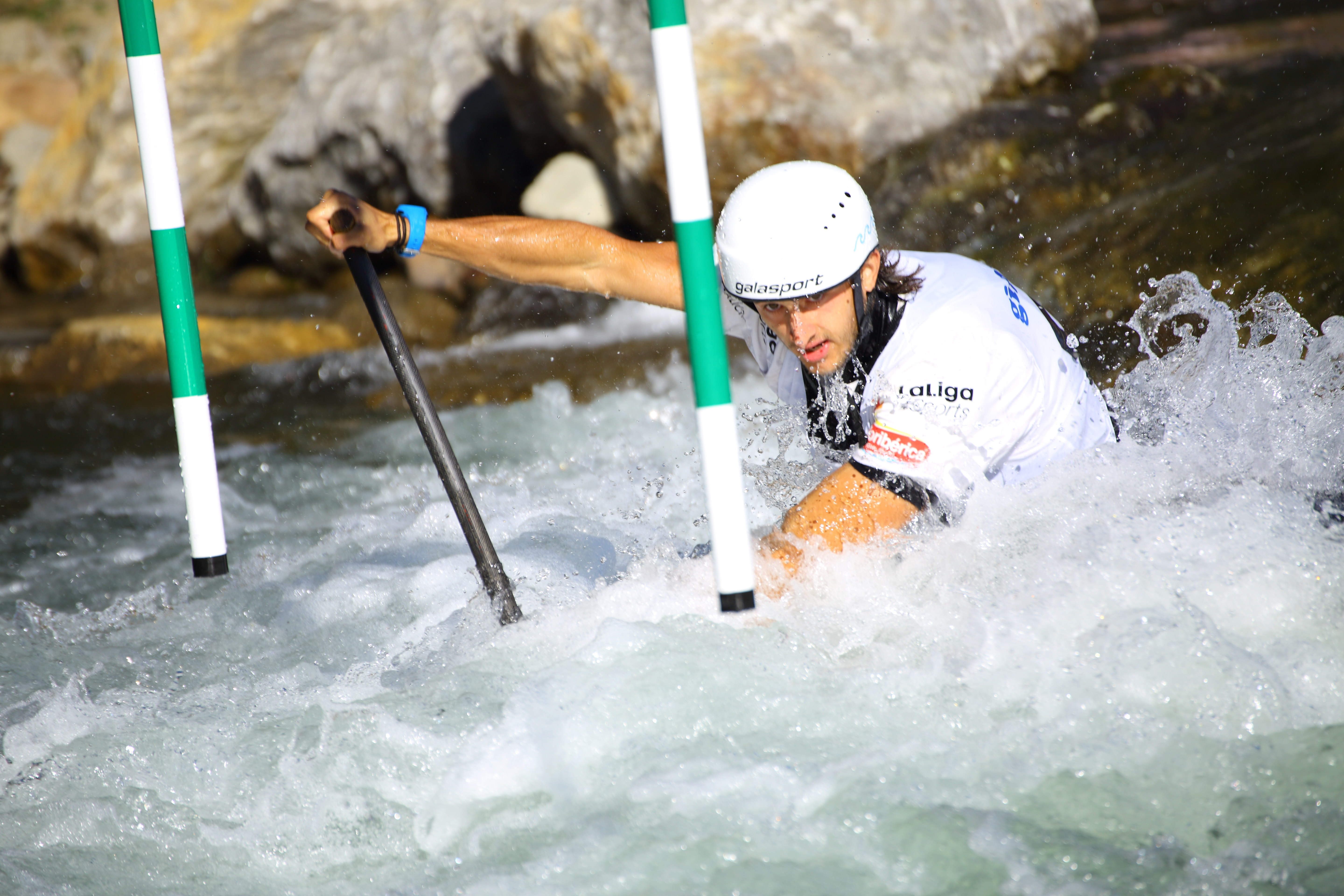
El gallego Luis Fernández en el Campeonato de España de 2017

| Posición | 1º | 2º | 3º | 4º | 5º | 6º | 7º | 8º | 9º | 10º |
| Puntos   | 0  | 2  | 3  | 4  | 5  | 6  | 7  | 8  | 9  | 10  |

### Plazas

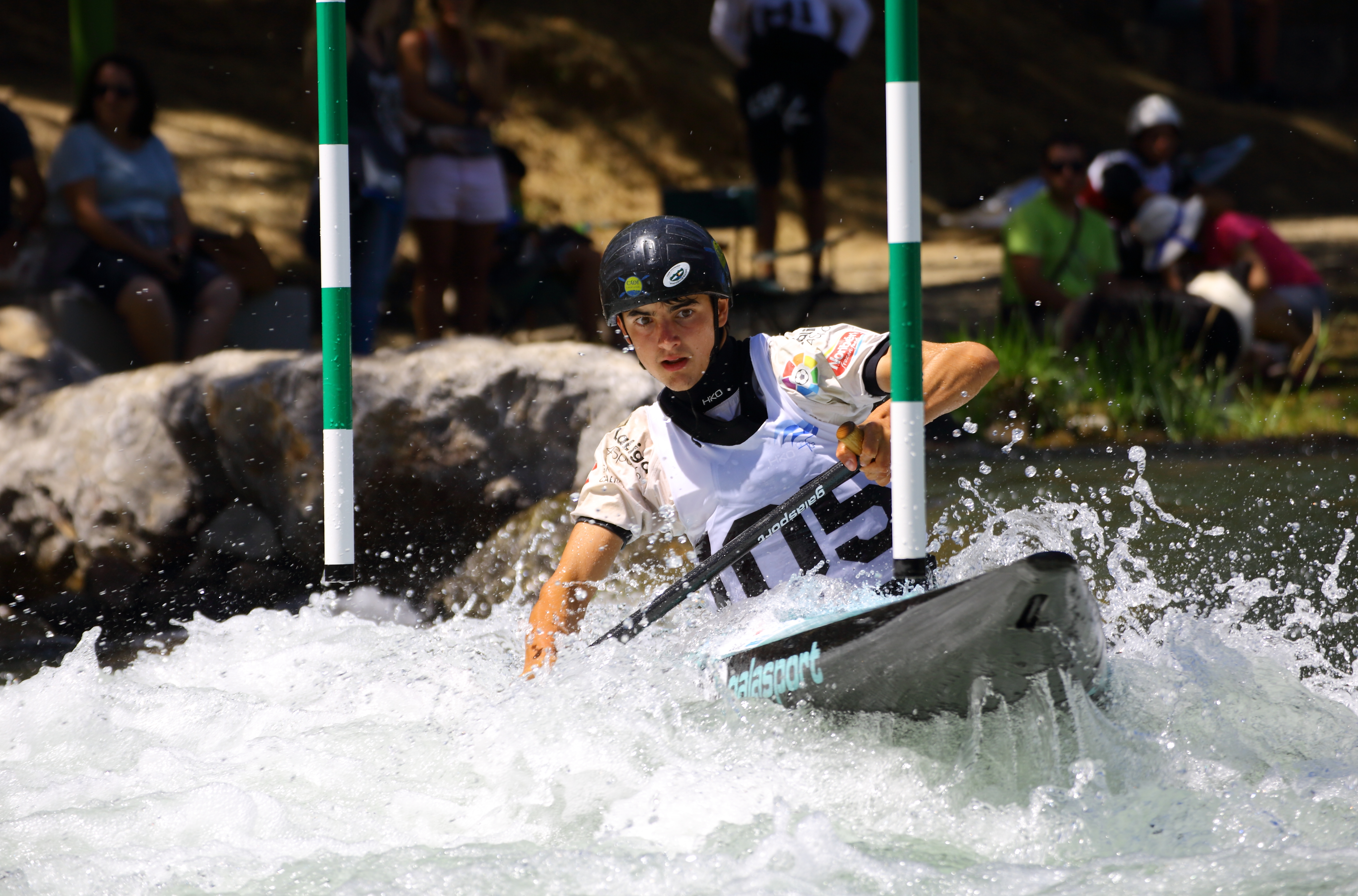
Miquel Trave

En la categoría senior, aseguran la plaza para el mundial, los deportistas que se clasificasen al menos en una final de las copas mundiales o el Europeo en Tacen, si los tres cumplen con dicho objetivo, el que obtuviera peor clasificación total, se jugará la plaza en este campeonato.
En la categoría junior y sub-23, aseguran la plaza para el europeo, los deportistas que obtuvieran un puesto entre los 15 primeros en el Campeonato del Mundo en Brastislava, en caso de que los tres cumplen el objetivo, será el peor quien se juegue la plaza en este campeonato.
| Categoría / Modalidad | Plazas |
| Hombre Senior / K-1   | 2      |
| Hombre Senior / C-1   | 2      |
| Mujer Senior / K-1    | 2      |
| Mujer Senior / C-1    | 1      |
| Hombre Senior / C-2   | *      |
| Hombre Junior / K-1   | 1      |
| Hombre Junior / C-1   | 1      |
| Mujer Junior / K-1    | 2      |
| Mujer Junior / C-1    | 3      |
| Hombre Sub-23 / K-1   | 1      |
| Hombre Sub-23 / C-1   | 2      |
| Mujer Sub-23 / K-1    | 3      |
| Mujer Sub-23 / C-1    | 3      |

- En función del millaje obtenido, siendo 1227 en un mínimo de dos mangas con respecto al mejor tiempo absoluto de la manga correspondiente.

### Equipo Nacional
| Clasificados directamente | Revalida su plaza | Gana una plaza | Pierda una plaza |

#### Senior
| K1-M | Deportista     | Tacen | Prague | Augsburg | Markkleeberg |
| ---- | -------------- | ----- | ------ | -------- | ------------ |
| 1.   | Samuel Hernanz | X     | 8      | X        | X            |
| 2.   | Joan Crespo    | X     | X      | X        | X            |
| 3.   | David Llorente | X     | X      | X        | X            |

| K1-F | Deportista        | Tacen | Prague | Augsburg | Markkleeberg |
| ---- | ----------------- | ----- | ------ | -------- | ------------ |
| 1.   | Maialen Chourraut | 6     | 1      | X        | X            |
| 2.   | Marta Martínez    | X     | X      | X        | X            |
| 3.   | Irati Goikoetxea  | X     | X      | X        | X            |

| C1-M | Deportista     | Tacen | Prague | Augsburg | Markkleeberg |
| ---- | -------------- | ----- | ------ | -------- | ------------ |
| 1.   | Ander Elosegi  | 7     | X      | 9        | X            |
| 2.   | Miquel Travé   | X     | X      | X        | X            |
| 3.   | Daniel Marzo   | ?     | ?      | ?        | ?            |
| X    | Luis Fernández | X     | X      | X        | X            |

| C1-F | Deportista            | Tacen | Prague | Augsburg | Markkleeberg |
| ---- | --------------------- | ----- | ------ | -------- | ------------ |
| 1.   | Nuria Vilarrubla      | 4     | X      | 7        | 2            |
| 2.   | Klara Olazabal        | X     | 6      | 5        | X            |
| 3.   | Annebel Van de Knijff | ?     | ?      | ?        | ?            |
| X    | Miren Lazkano         | X     | X      | X        | X            |

#### Sub-23

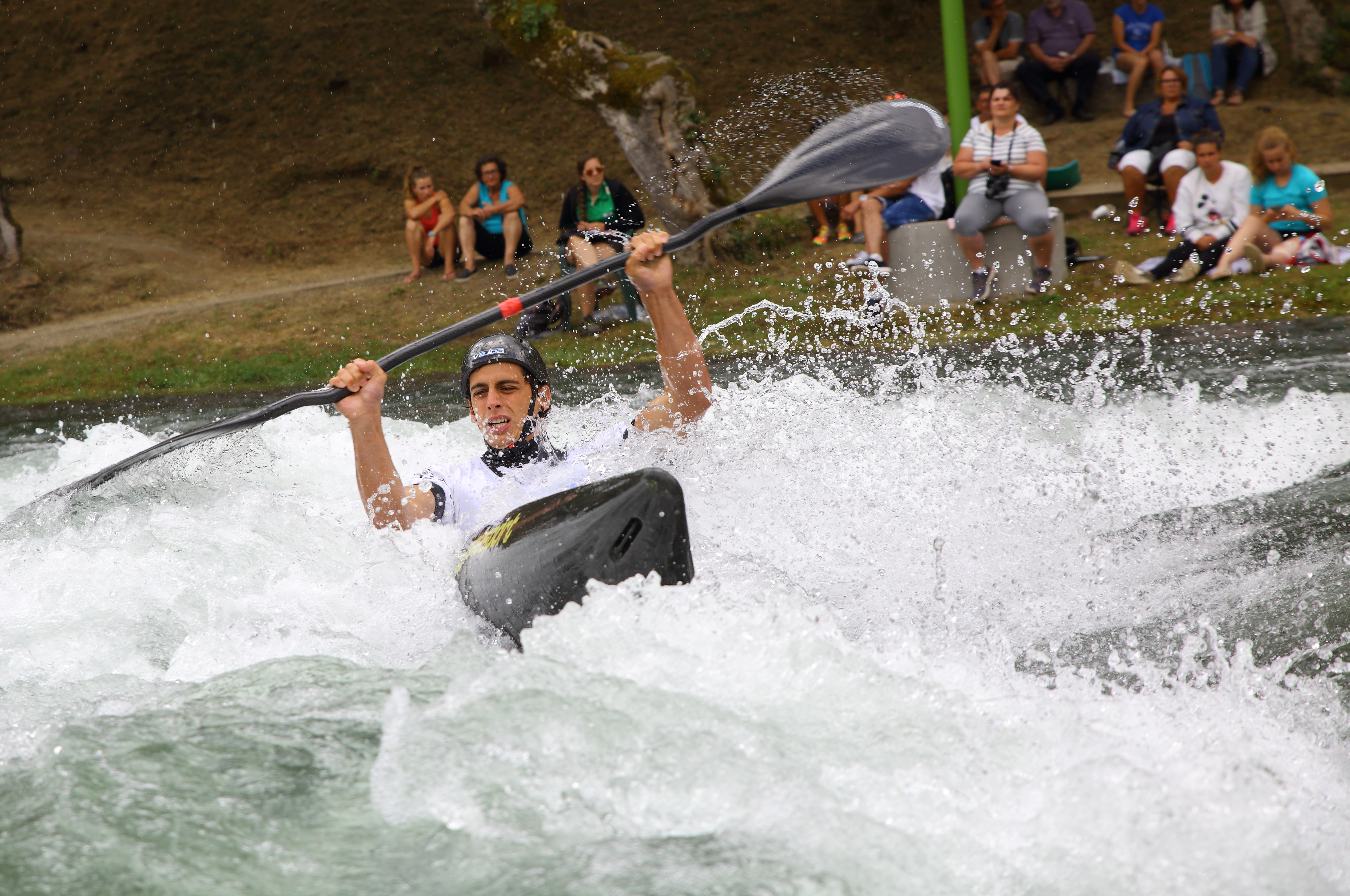
David Llorente logra una plaza

| K1-M | Deportista     | Posición |
| ---- | -------------- | -------- |
| 1.   | Marc Moragues  | 10       |
| 2.   | David Llorente | 15       |
| 3.   | Jordi Cadena   | 17       |

| K1-F | Deportista     | Posición |
| ---- | -------------- | -------- |
| 1.   | Klara Olazabal | 16       |
| 2.   | Irene Egues    | 20       |
| 2.   | Carmen Costa   | ?        |
| X    | Júlia Cuchi    | 27       |

| C1-M | Deportista     | Posición |
| ---- | -------------- | -------- |
| 1.   | Luis Fernández | 7        |
| 2.   | David Llorente | ?        |
| 3.   | Brais Castro   | ?        |
| X    | Jordi Tebé     | 33       |
| X    | Adriá Martin   | 47       |

| C1-F | Deportista             | Posición |
| ---- | ---------------------- | -------- |
| 1.   | Klara Olazabal         | 20       |
| 2.   | Miren Lazkano          | 23       |
| 3.   | Annebel Van Der Knijff | 28       |

#### Junior
| K1-M | Deportista      | Posición |
| ---- | --------------- | -------- |
| 1.   | Pau Etxaniz     | 13       |
| 2.   | Miquel Travé    | 14       |
| 3.   | Sergio Llorente | ?        |
| X    | Eneko Auzmendi  | 28       |

| K1-F | Deportista     | Posición |
| ---- | -------------- | -------- |
| 1.   | Laia Sorribes  | 13       |
| 2.   | Ainhoa Lameiro | 41       |
| 3.   | Olatz Arregui  | 34       |

| C1-M | Deportista     | Posición |
| ---- | -------------- | -------- |
| 1.   | Miquel Travé   | 2        |
| 2.   | Pau Etxaniz    | 12       |
| 3.   | Eneko Auzmendi | ?        |
| X    | David Burgos   | 20       |

| C1-F | Deportista     | Posición |
| ---- | -------------- | -------- |
| 1.   | Ainhoa Lameiro | 18       |
| 2.   | Clara Gonzalez | 29       |
| 3.   | Xanet Etxarri  | 36       |